# 1939年至1945年星章
1939年至1945年星章，是九枚二战之星系列奖章中的第一枚，于1945年设立。此奖章授予在第二次世界大战中优秀服役的英国陆军、皇家空军、皇家海军以及英联邦国家军队的官兵和部分平民。奖章正面圆框内刻有“The 1939-1945 Star”。章体长44mm，宽38mm。绶带为三种颜色。从左向右分别是深蓝色、红色和浅蓝色。深蓝色代表皇家海军和英国商船队，红色代表陆军，浅蓝色代表皇家空军。
最初该奖章设计为1939年至1945年星章，当时北非战役刚刚结束。不过为了将授予范围扩展到意大利、西北欧洲和远东地区的战役，最终政府决定设立“1939-1945之星”奖章。在二战后期，即使大战还没有结束，许多英军将士都佩戴了1939-1945之星奖章的勋略。
1939年至1945年星章设有两款勋条。第一款是不列颠战役勋条，授予参加不列颠战役的空军将士；第二种是轰炸机军团勋条，于2013年设立。

## 授予条件

### 陆军
在下列地区，需要服役180天才可以获得该奖章：
- 1939年9月3日到1940年5月9日之间在法国服役。
- 1939年9月3日到1940年5月9日之间，在符合非洲之星奖章、太平洋之星奖章、缅甸之星奖章、意大利之星奖章和法德之星奖章授予标准的地区服役。

在1945年5月8日到1945年9月2日之间服役的，可以被计入先前的服役总时间。而位于东半球的以下地区不属于本奖章发放范围：澳大利亚、锡兰、范宁岛、斐济群岛、印度(除了西北边境地区、阿萨姆邦的部分地区和孟加拉)、新喀里多尼亚、新赫布里底群岛、新西兰、诺福克岛、凤凰群岛和汤加岛。
在一些特殊地区服役1天以上就能获得1939年至1945年星章：
- 在上述地区圆满达到服役天数的英联邦国家军队、武装警察以及平民也可以获得该奖章。
- 在1941年4月10日到1941年5月31日、1941年6月8日到1941年7月11日中任意时段达到要求天数的阿拉伯军团官兵（外约旦），也有资格获得本奖章。但如果因为在伊拉克或者叙利亚服役而获得过本奖章，将不会被再次授予。

### 空军
- 参加过至少一次对敌空降行动的空降兵也有资格获得1939年至1945年星章，不过前提是在其军团服役满60天。官兵服役的地点是无关紧要的，在英国本土或是战区的服役天数都会被记录。如果空降师的士兵没有资格获得1939年至1945年星章，不过参加了后来陆地上战役，他就需要满足陆军普通授予资格中的条件。如果士兵没有在军团服满60天或者未服满60天就被调出战场，他就需要在接下来的服役中服满剩下的天数，才有资格获得1939年至1945年星章。如果士兵在到空军之前曾在陆地军团里服役超过4个月，他在空军的服役时间将会被累计，已达到被授予1939年至1945年星章的服满180天的条件。
- 如果空军士兵没有在指定的战区降落过，他将被要求完成第二次飞行任务才可以获得1939-1945之星奖章。在空军训练营训练的士兵的服役时间会从他们正式服役当天开始计算。
- 对于经常乘机来往于指挥所的联络军官来说，他们也需要服满60天才有资格获得1939年至1945年星章，前提是他们隶属于空军，并在六个月中有至少三次飞行记录。

### 海军
在非战争情况下，海军的授予标准与陆军相似，均为180天。

## 详细介绍
奖章正面圆框内刻有“The 1939-1945 Star”。章体长44mm，宽38mm。绶带为三种颜色。从左向右分别是深蓝色、红色和浅蓝色。深蓝色代表皇家海军和英国商船队，红色代表陆军，浅蓝色代表皇家空军。

## 勋带
- 貼在勛帶上的"不列顛戰役"青銅製勛條 (英語: Battle of Britain)
- 貼在勛帶上的"轟炸機司令部"青銅製勛條 (英語: Bomber Command)

## 勋略
- – 1939–1945 Star;
- – 1939–1945 之星 和 Battle of Britain 勋带.
- – 1939–1945之星 和 Bomber Command 勋带.